# Abdelrahman Al-Masatfa
Abdelrahman Al-Masatfa (født 26. maj 1996) er en jordansk karateka.
Han repræsenterede Jordan under sommer-OL 2020 i Tokyo, hvor han tog bronze i 67 kg kumite.